# Naczelne dowództwo
Naczelne dowództwo - strategiczny organ kierowania walką zbrojną i siłami zbrojnymi kraju w czasie wojny.